# 曼徹斯特美術館

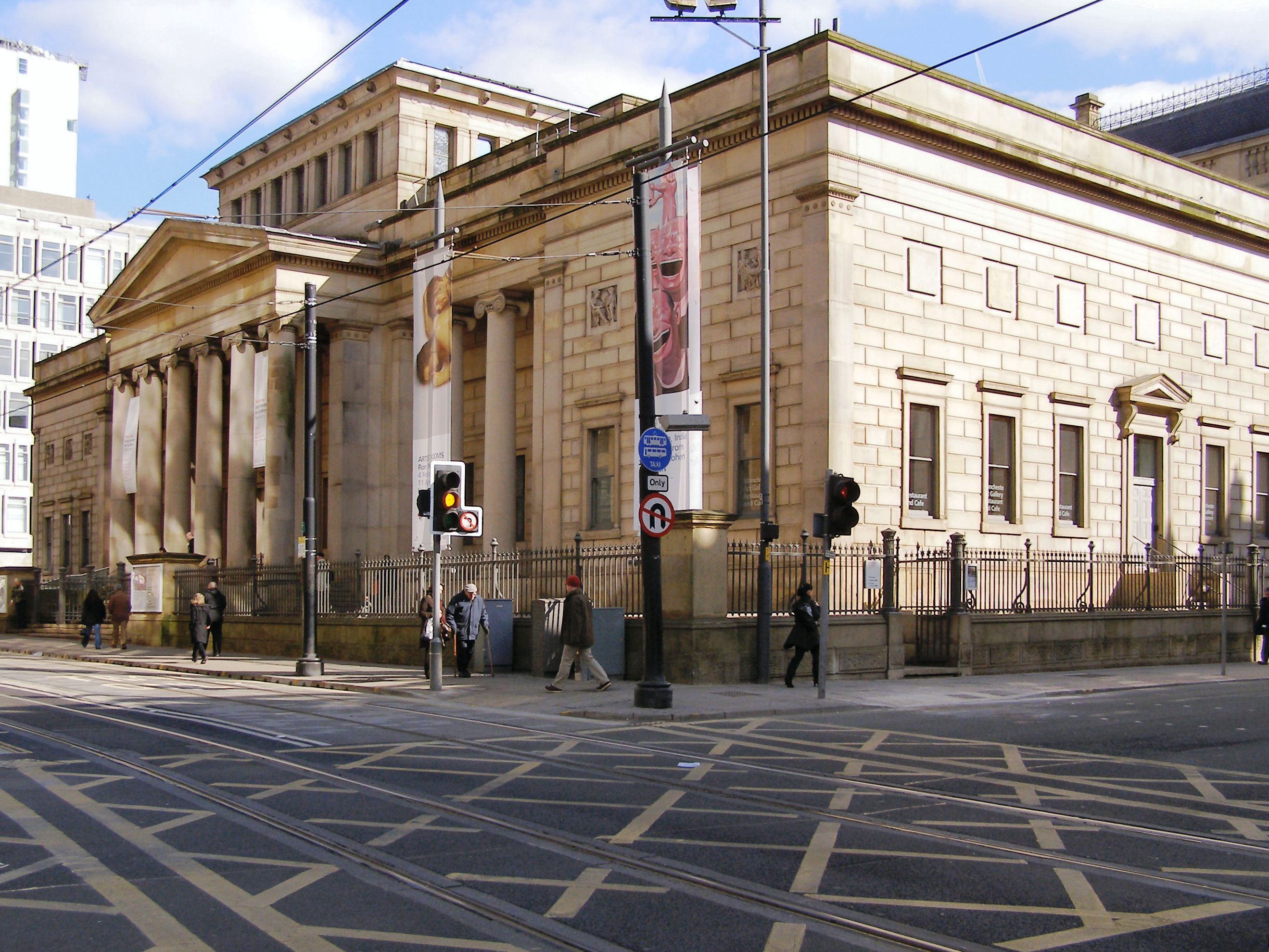
曼徹斯特美術館，攝於2010年

曼徹斯特美術館（Manchester Art Gallery）是英國的一個公立美術館，位於英格蘭西北部城市曼徹斯特。曼徹斯特美術館免費參觀，每週對外開放六日。

## 历史
美術館創建於1824年。美術館現在包括了三座建築，其中最古老的一座是由查爾斯·巴里設計，被列入英國一級保護建築。曼徹斯特美術館是英國最具代表性的美術館之一，收藏有眾多前拉斐爾派的美術作品。

## 外部連結
- 官方网站